# Managementul farmaceutic
Managementul farmaceutic este un sistem de organizare și coordonare/conducere cu toate obiectivele, procesele și resursele sistemului farmaceutic în scopul asigurării bunei lui funcționalități orientate spre obținerea beneficiilor pentru sănătatea principală și a întregii societăți.